# شیما ایواشیتا
شیما ایواشیتا (ژاپنی: 篠田 志麻 Shinoda Shima؛ زادهٔ ۳ ژانویهٔ ۱۹۴۱) هنرپیشه اهل ژاپن است. وی از سال ۱۹۵۸ میلادی تاکنون مشغول فعالیت بوده‌است.
از فیلم‌هایی که او در آن نقش داشته، می‌توان به هاراکیری، اونیماسا و بعدازظهر پاییزی اشاره کرد.